# Бельгия на летних Олимпийских играх 1920
Бельгия принимала участие в Летних Олимпийских играх 1920 года в Антверпене (Бельгия) в четвёртый раз за свою историю, и завоевала 11 бронзовых,  11 серебряных и  14 золотых медалей. Сборная страны состояла из 336 спортсменов (326 мужчин, 10 женщин), которые приняли участие в соревнованиях по 23 видам спорта.

## Медалисты
| Медаль  | Спортсмен | Вид спорта            | Дисциплина                                            |
| ------- | --- | --------------------- | ----------------------------------------------------- |
| Золото  | Эдмон Клэтен | Стрельба из лука      | Мужчины, неподвижная мишень «Большая птица»           |
| Золото  | Эдмон Клэтен Луи ван де Перк Фирмин Фламан Эдмонд ван Мур Жозеф Эрман Огюст ван де Верр | Стрельба из лука      | Мужчины, неподвижная мишень «Большая птица» (команды) |
| Золото  | Эдмонд ван Мур | Стрельба из лука      | Мужчины, неподвижная мишень «Малая птица»             |
| Золото  | Эдмон Клэтен Луи ван де Перк Фирмин Фламан Эдмонд ван Мур Жозеф Эрман Огюст ван де Верр | Стрельба из лука      | Мужчины, неподвижная мишень «Малая птица» (команды)   |
| Золото  | Альфонс Аллэ Хуберт ван Иннис Эдмон де Книббер Луи Делькон Жером де Маэер Пьер ван Тильт Луи Фьерен Луи ван Бек | Стрельба из лука      | Мужчины, подвижная мишень, 50 м (команды)             |
| Золото  | Хуберт ван Иннис | Стрельба из лука      | Мужчины, подвижная мишень, 33 м                       |
| Золото  | Альфонс Аллэ Хуберт ван Иннис Эдмон де Книббер Луи Делькон Жером де Маэер Пьер ван Тильт Луи Фьерен Луи ван Бек | Стрельба из лука      | Мужчины, подвижная мишень, 33 м (команды)             |
| Золото  | Хуберт ван Иннис | Стрельба из лука      | Мужчины, подвижная мишень, 28 м                       |
| Золото  | Анри Жорж | Велоспорт             | Мужчины, 50 км                                        |
| Золото  | Даниэль Букаэр | Конный спорт          | Вольтижировка, личное первенство                      |
| Золото  | Даниэль Букаэр Луи Фин ван Ранст | Конный спорт          | Вольтижировка, командное первенство                   |
| Золото  | Команда | Футбол                | Мужчины                                               |
| Золото  | Эмиль Корнейи Флоримон Корнейи Фредерик-Альберь Брюинсеель | Парусный спорт        | 6-метровый R-класс (правила 1907 года)                |
| Золото  | Франсуа де А | Тяжёлая атлетика      | Мужчины, до 60 кг                                     |
| Серебро | Луи ван де Перк | Стрельба из лука      | Мужчины, неподвижная мишень «Большая птица»           |
| Серебро | Луи ван де Перк | Стрельба из лука      | Мужчины, неподвижная мишень «Малая птица»             |
| Серебро | Хуберт ван Иннис | Стрельба из лука      | Мужчины, подвижная мишень, 50 м                       |
| Серебро | Альфонс Аллэ Хуберт ван Иннис Эдмон де Книббер Луи Делькон Жером де Маэер Пьер ван Тильт Луи Фьерен Луи ван Бек | Стрельба из лука      | Мужчины, подвижная мишень, 28 м (команды)             |
| Серебро | Анри Лам Андре Куман Эрман де Геффьер д'Эструа Эрман д'Ультромон | Конный спорт          | Конкур, командное первенство                          |
| Серебро | Леон Уйбрехтс Шарль ван ден Бюсш Йон Клотц | Парусный спорт        | 6-метровый R-класс (правила 1919 года)                |
| Серебро | Луи Виллик | Тяжёлая атлетика      | Мужчины, до 67,5 кг                                   |
| Серебро | Поль Анспах Леон Том Эрне Жевер Феликс Гобле д’Альвьелла Виктор Бойн Жозеф де Краэкер Филипп ле Арди де Больё Фернан де Монтиньи | Фехтование            | Мужчины, шпага, командное первенство                  |
| Серебро | Эжен Оверкерен Теофил Боэр Франсуа Клаэссен Огюст Котман Франсуа Жибен Альбер Аэпер Домьен Жакоб Фелисьен Кемпенеэ Жюль Лабеэ Юбер Лафортюн Огюст Ландриэ Шарль Ланни Констан Лорьо Николас Мурлос Фердинан Миннаэр Луи Стооп Жан ван Гисс Альфонс ван Мель Франсуа Вербовен Жан Вербовен Жюльен Вердонк Жозеф Верстраэтен Жорж Вивекс Юлианус Вагеманс | Спортивная гимнастика | Мужчины, командное первенство                         |
| Серебро | Альбер Боске Джозеф Когельс Эмиль Дюпон Эдуард Фесингер Анри Керсен Луис ван Тильт | Стрельба              | Трап, командное первенство                            |
| Серебро | Команда | Водное поло           | Мужчины                                               |
| Бронза  | Фирмин Фламан | Стрельба из лука      | Мужчины, неподвижная мишень «Большая птица»           |
| Бронза  | Жозеф Эрман | Стрельба из лука      | Мужчины, неподвижная мишень «Малая птица»             |
| Бронза  | Альберт Викманс Альберт Де Бунне Жан Янссенс Андре Веркрёйссе | Велоспорт             | Мужчины, командная гонка по шоссе                     |
| Бронза  | Луи Фин | Конный спорт          | Вольтижировка, личное первенство                      |
| Бронза  | Роже Мёреман д'Эмё Освалд Линтс Жюль Бонваль Жак Мизон | Конный спорт          | Троеборье, командное первенство                       |
| Бронза  | Альбер Гризар Вилли де л'Абре Леопольд Стандаэрт Анри Веваутерс Жорж Эллебюйк | Парусный спорт        | 6-метровый R-класс (правила 1919 года)                |
| Бронза  | Флоримон Роом | Тяжёлая атлетика      | Мужчины, до 67,5 кг                                   |
| Бронза  | Поль Арет Леон Бронкаэр Леопольд Клабот Жан-Баптист Клаэссен Леон Дарриен Люсьен Деукс Эрнест Делё Эмиль Дюбуассон Эрнест Дюрёй Жозеф Фьем Марсель Хансен Луи Энен Омер Оффман Феликс Ложиес Шарль Маэршальк Рене Паэнхёйсен Арнольд Пьерро Рене Пиншар Гаспар Пирот Огюстен Плюи Леопольд Сон Эдуард Таэман Пьер Тириар Анри Веравер                   | Спортивная гимнастика | Мужчины, командное первенство по шведской системе     |
| Бронза  | Команда | Хоккей на траве       | Мужчины                                               |
| Бронза  | Герард Блитц | Плавание              | Мужчины, 100 м на спине                               |
| Бронза  | Эдуард Бургиньон Альфон Дюкатильон Реми Мартенс Кристин Пик Анри Пинтенс Шарль ван ден Брок Франсуа ван Хоренбек Гюстав Вюйтс | Перетягивание каната  | Мужчины                                               |

## Результаты соревнований

### Академическая гребля
Соревнования по академической гребле проходили с 27 по 29 августа на канале Виллебрук. Соревнования проходили по олимпийской системе. Из каждого заезда в следующий раунд выходил только победитель. В зависимости от дисциплины в финале участвовали либо 2, либо 3 сильнейших экипажа по итогам предварительных раундов.
Мужчины
| Соревнование | Спортсмены | Первый раунд | Первый раунд | Первый раунд | Полуфинал            | Полуфинал            | Полуфинал            | Финал                | Финал                |
| Соревнование | Спортсмены | Заезд        | Время        | Место        | Заезд                | Время                | Место                | Время                | Место                |
| ------------ | ---------- | ------------ | ------------ | ------------ | -------------------- | -------------------- | -------------------- | -------------------- | -------------------- |
| одиночки     | Жак Халлер | 2            | неизвестно   | 3            | завершил выступление | завершил выступление | завершил выступление | завершил выступление | завершил выступление |